# Ketschauer Hof
Der Ketschauer Hof im rheinland-pfälzischen Deidesheim ist ein ehemaliger Adelshof, der über viele Jahrhunderte im Besitz von adeligen Familien war. Nach der Französischen Revolution wurde er Teil des Jordanschen Weinguts. Heute beherbergt das Anwesen, das nach dem Denkmalschutzgesetz des Landes Rheinland-Pfalz als Kulturdenkmal gilt, ein Hotel, zwei Restaurants, sowie Veranstaltungsräume.

## Geschichte

### Spätmittelalter

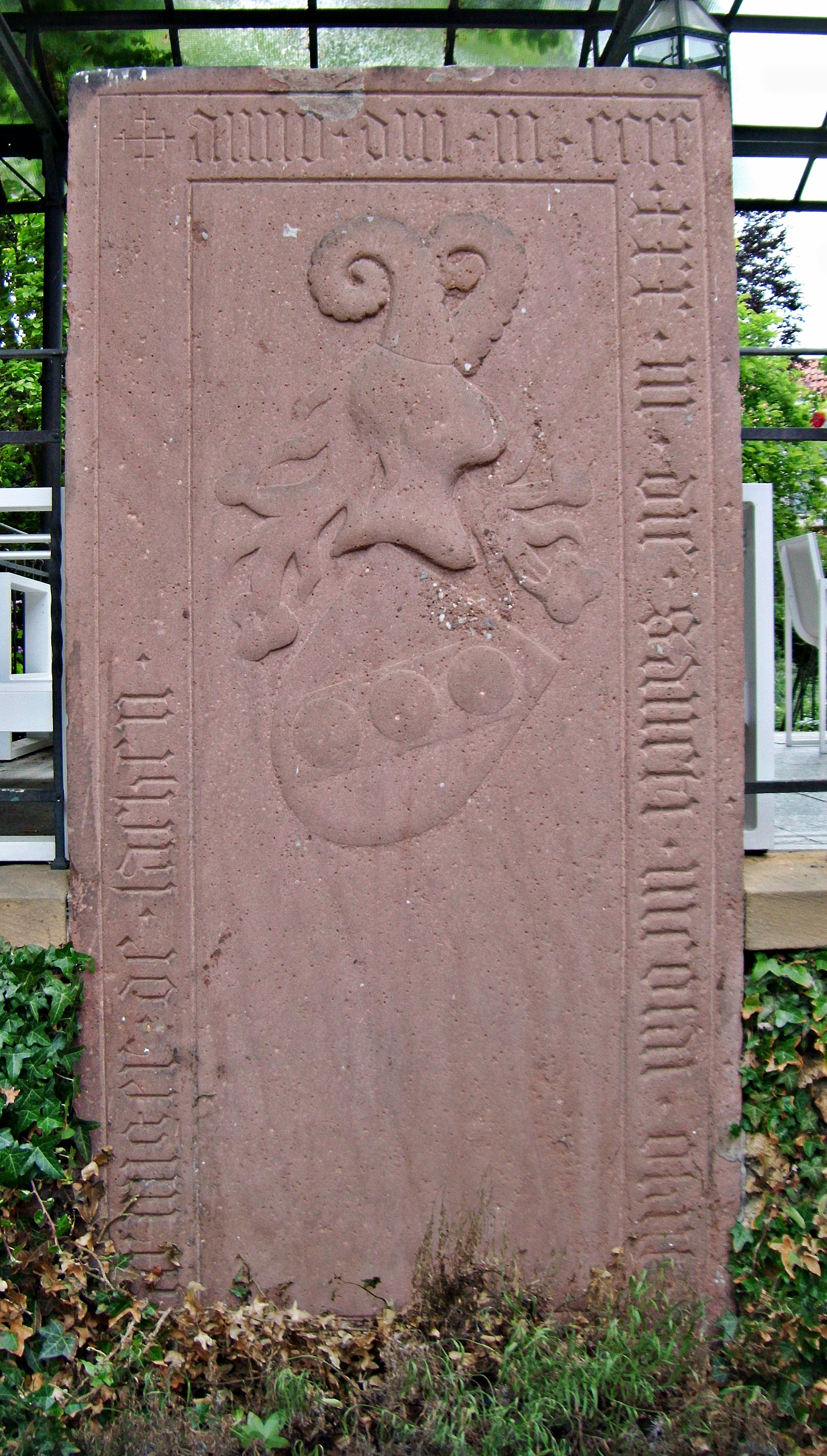
Grabplatte des Arnold Schliederer von Lachen († 1430)

Eine der Adelsfamilien, die im Mittelalter ihren Sitz in Deidesheim hatte, war die Familie der Herren von Enggaß (auch: Ingaß, Yngassen). Sie war wohl zunächst östlich von Deidesheim im heutigen Niederkirchen bei Deidesheim angesiedelt, verlegte ihren Sitz aber spätestens in der Mitte des 14. Jahrhunderts aus Sicherheitsgründen nach Deidesheim, als dort mit dem Bau der Stadtbefestigung begonnen wurde. Im Jahr 1395, als Deidesheim von König Wenzel die Stadtrechte verliehen wurden, wurde der Ritter Diether von Enggaßen in einer Urkunde genannt; der Besitz seiner Familie in Deidesheim, der dieser wahrscheinlich von Bischof Gerhard von Ehrenberg zugeteilt worden war, war damals von der heutigen Heumarktstraße, der Ketschauerhofstraße, der Pfarrgasse und der Stadtmauergasse begrenzt, und im Wesentlichen mit dem heutigen Anwesen des Ketschauer Hofs identisch.
Um 1430, als Anna von Enggaßen Johann Schliederer von Lachen heiratete, ging der Enggaßsche Besitz in Deidesheim und Niederkirchen an die Familie Schliederer von Lachen über. Die Familie von Enggaßen erlosch später in allen Linien. 1460 gehörte das Anwesen Pallas Schliederer von Lachen, der den Bau der Pfarrkirche St. Ulrich förderte und dessen Wappen als Gewölbeschlussstein in der Kirche zu finden ist.
1487 wurde Hinrich Sloddern von Lachen erwähnt, ein Sohn des Pallas von Lachen und der Elsbeth Eckbrecht von Dürckheim.

### Frühe Neuzeit

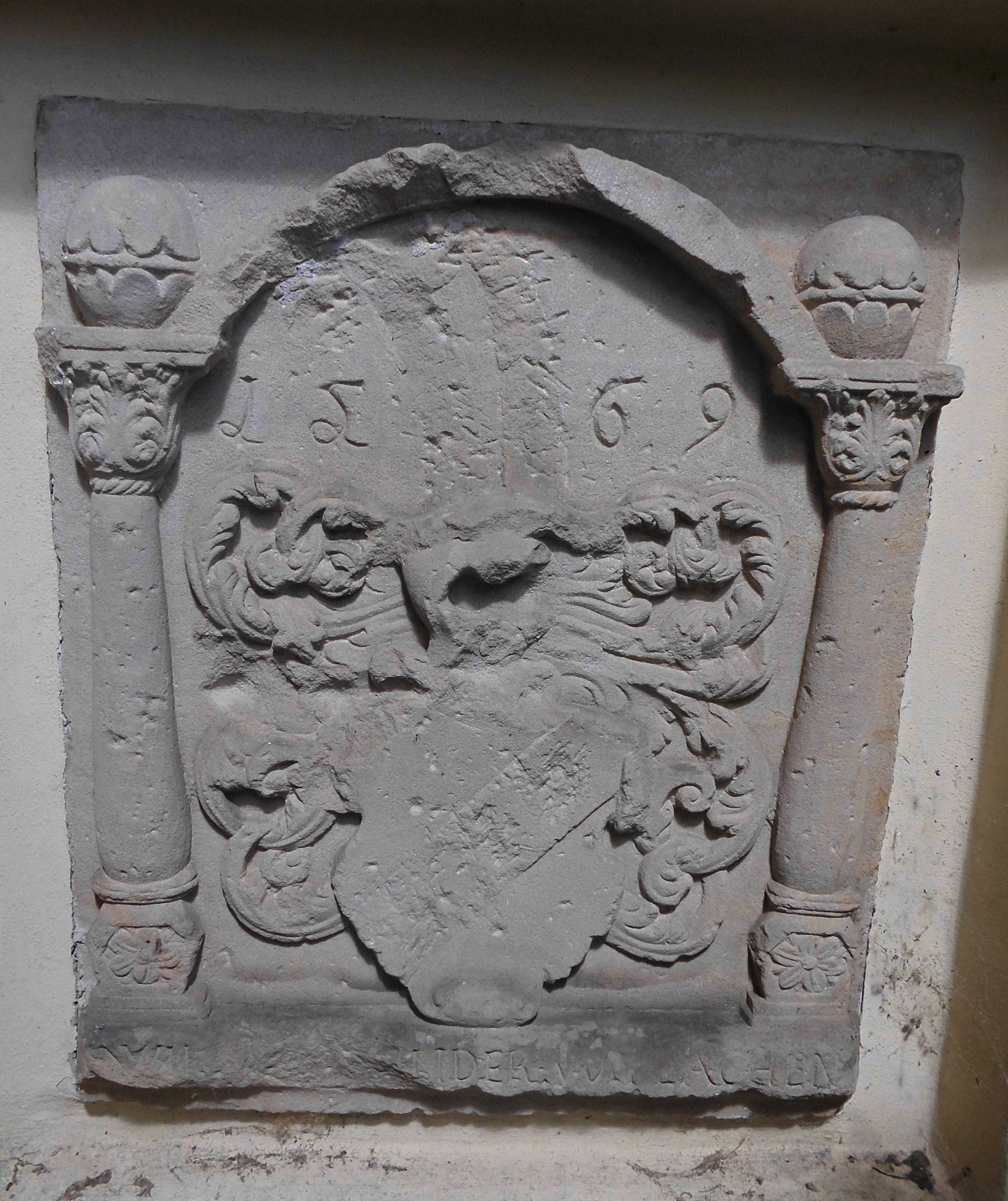
Wappen des Wilhelm Schliederer von Lachen in einer Renaissance-Ädikula neben dem südlichen Tor

Im Bauernkrieg 1525 wurde Deidesheim von Aufständischen besetzt und das von Schliedersche Anwesen geplündert. Um 1570 ließ der Eigentümer, Ritter Wilhelm Schliederer von Lachen, den Gutshof baulich in größerem Stil erneuern. Dabei wurde sein Wappen neben der Einfahrt in der Heumarktstraße angebracht. Die Witwe und Kinder des Wilhelm Schliederer von Lachen, der 1597 durch einen Blitzschlag ums Leben kam, verkauften 1609 das Anwesen an Wilhelm von Sturmfeder.
Bald darauf allerdings begann der Dreißigjährige Krieg; im Jahr 1621 wurde das Gut von Truppen unter Ernst von Mansfeld geplündert, die Deidesheim eingenommen hatten. 1632 kamen dann schwedische Truppen nach Deidesheim und requirierten das Anwesen. Der Bürgermeister, der Schultheiß und der Deidesheimer Rat mussten dem einwilligen. Der schwedische König Gustav Adolf schenkte alle Güter des Wilhelm von Sturmfeder, darunter auch das Gut in Deidesheim, unter Vorbehalt der schwedischen Rechte dem Obersten von Chanoffsky. Der schwedische Reichskanzler Axel Oxenstierna bestätigte die Schenkung 1633 nochmals; damit war der heutige Ketschauer Hof de facto ein schwedisches Lehen – allerdings nur für kurze Zeit: Bereits 1633 wurden die Schweden wieder aus der Pfalz herausgedrängt. Danach fiel das Gut an die Familie von Sturmfeder zurück.
Das Anwesen musste nach dem Dreißigjährigen Krieg wieder aufgebaut werden. Im September 1689 wurde Deidesheim im Pfälzischen Erbfolgekrieg von französischen Truppen niedergebrannt, dabei wurde das von Sturmfedersche Anwesen erneut schwer beschädigt. Sein Besitzer Philipp Friedrich von Sturmfeder starb ebenfalls 1689 und wurde neben seiner Frau Dorothee Lerch von Dirmstein  in der Deidesheimer Pfarrkirche bestattet.
Nach dem Pfälzischen Erbfolgekrieg zog sich der Wiederaufbau des Anwesens längere Zeit hin; es ging nach Familienstreitigkeiten im Jahr 1716 schließlich an die Freiherren von Ketschau, die mit der Familie von Sturmfeder verwandt waren. Der neue Gutsherr war nun Freiherr Philipp von Ketschau. Nach seinem Tod 1738 wäre das Gut an seinen Sohn, den Freiherrn Adalbert von Ketschau († 1785), übergegangen, allerdings war dieser von einer unheilbaren Krankheit befallen; ein Kurator vertrat seine Interessen in Bezug auf das Deidesheimer Anwesen. Mit Adalbert von Ketschaus Tod 1785 erlosch die Familie im Mannesstamm. Die Leitung des Guts übernahmen dessen Schwester, Freiherrin Leopoldine von Ketschau († 1796), und die Kinder von deren Schwester, die mit Franz Sigismund Adalbert von Lehrbach (1729–1787) verheiratet war. Das Wohnhaus wurde in den Jahren 1770–1772 vom kurpfälzischen Hofbaurat Franz Wilhelm Rabaliatti in einer schlichten, aber vornehm wirkenden Barockarchitektur erbaut; die Originalpläne Rabaliattis sind noch erhalten. Wohl auch zur Einweihung des Gebäudes im Herbst 1772 kamen Fürstbischof August von Limburg-Stirum, sowie der Kurfürst Karl Theodor und dessen Frau Elisabeth Auguste nach Deidesheim.

### Nach der Französischen Revolution

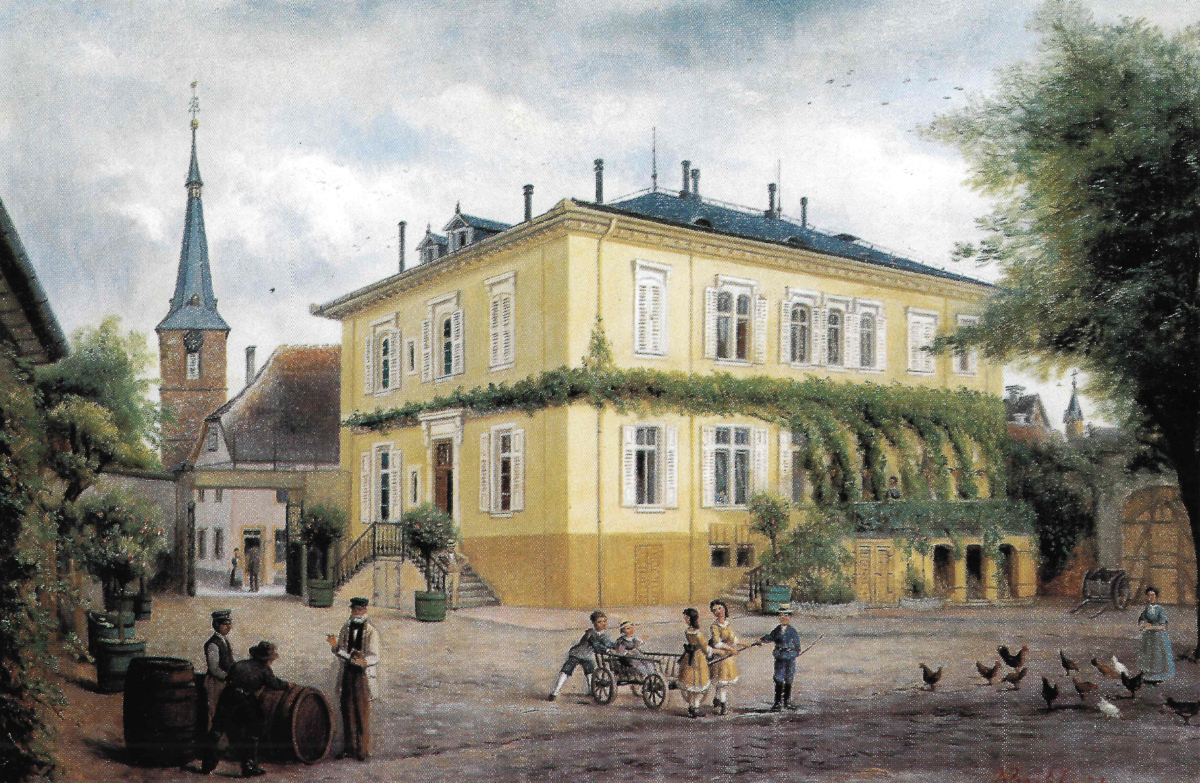
Der Ketschauer Hof 1876, Bild von Nicolaus Berkhout.

Im Januar 1794, im Zuge des Ersten Koalitionskrieges, kamen wieder französische Truppen nach Deidesheim. Die Franzosen requirierten das Gut, in dem sich allerdings zu der Zeit keiner der Eigentümer aufhielt. Nachdem Freiherrin Leopoldine von Ketschau 1796 gestorben war, waren der Geistliche Damian Hugo Philipp von Lehrbach (1738–1815) und dessen Bruder Erwein († 1793), die Erben; im letzteren Fall erbte dessen Witwe, die geborene Freiin Ullner von Dieburg. Sie konnten wegen der französischen Inbesitznahme allerdings nicht mehr über das Anwesen verfügen. Das Anwesen war um 1800 bereits schwer beschädigt; die Stadt gebrauchte es nun als Notunterkunft für obdachlos gewordenen Bürger. Am 10. November 1815 brannte dieses heruntergekommene Gebäude nochmals ab. Nachdem der Familie von Lehrbach ihr Anwesen wieder zugesprochen worden war, verkaufte Damian Hugo Philipp von Lehrbach es kurz vor seinem Tod 1815. Er galt zu seiner Zeit als der größte Weinbergbesitzer in Deidesheim.
Das Gut ging an den Deidesheimer Winzer Andreas Jordan (1775–1848) über. Dieser ließ das Anwesen auf dem Überbleibsel des alten neu errichten. Die Einfahrt und der Haupteingang zum Haupthaus wurden nach Norden verlegt; hier, direkt gegenüber auf der anderen Straßenseite, liegt der Stammsitz seines Weinguts. 1849 wurde das Gebäude vom Koblenzer Architekten Hermann Nebel umgebaut und erweitert. Der Ketschauer Hof war fortan der Mittelpunkt des Jordanschen Weinguts bis zu dessen Verkauf im Jahr 2002.

### Heutige Nutzung

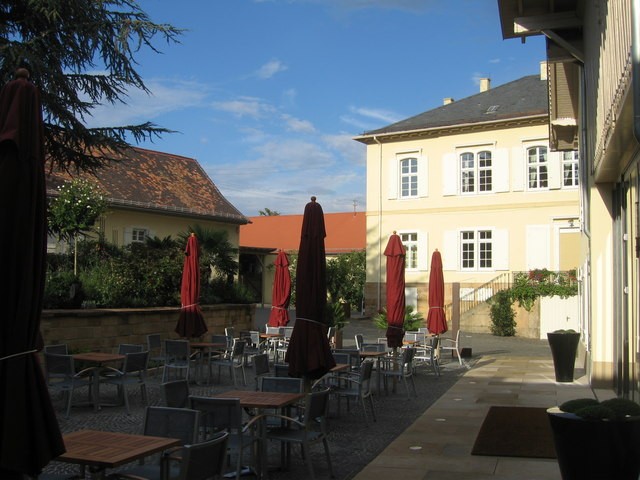
Terrasse des Restaurants L. A. Jordan

2002 wurde das Weingut Geheimer Rat Dr. von Bassermann-Jordan von der Familie von Bassermann-Jordan an Achim Niederberger verkauft. Dieser ließ den Ketschauer Hof zu einem Hotel- und Restaurantkomplex ausbauen, der von der Ketschauer Hof Hotel & Restaurant GmbH betrieben wird, die zur Unternehmensgruppe Niederberger gehört. Die Gruppe wird seit dem Tod Niederbergers 2013 von dessen Frau Jana geleitet.
Seit 2006 gibt es hier zwei Restaurants. Das L. A. Jordan (ehemals Freundstück), benannt nach Ludwig Andreas Jordan, wird seit 2023 mit zwei Michelin-Sternen ausgezeichnet. Seit 2014 ist dort Daniel Schimkowitsch Küchenchef. Das Restaurant 1718 (ehemals Bassermännchen) ist benannt nach dem Gründungsjahr des Weinguts Geheimer Rat Dr. von Bassermann-Jordan; seit 2009 beherbergt das Hauptgebäude ein Hotel. Daneben gibt es in den ehemaligen Wirtschaftsgebäuden noch Veranstaltungsräume für Firmenevents und Hochzeiten.

## Anwesen

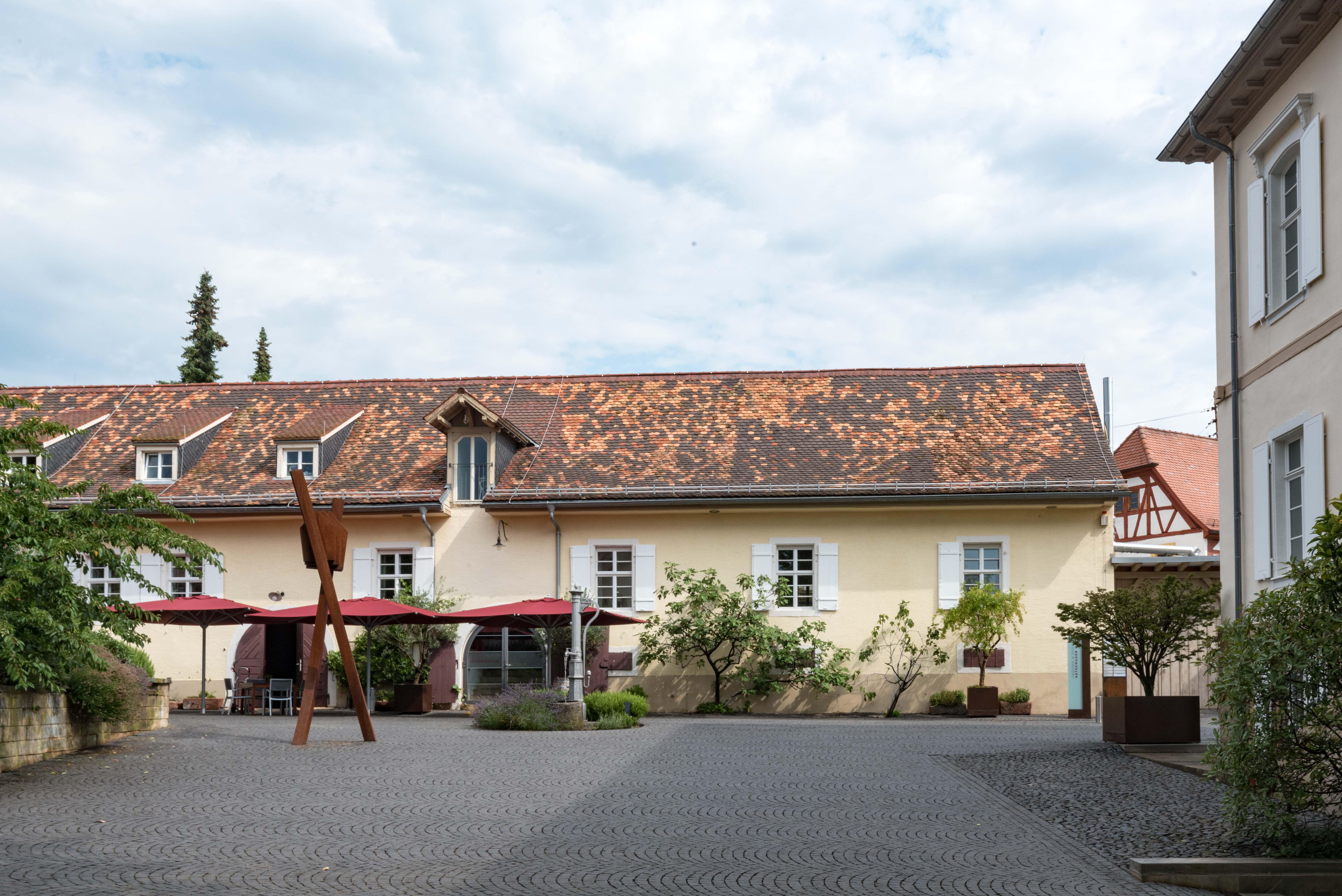
Ehemaliges Kelterhaus

Der Ketschauer Hof ist Teil des historischen Stadtkerns und eines der größeren Anwesen der Stadt. Er wird eingerahmt von der nach ihm benannten Ketschauerhofstraße im Osten, dem Pfarrhaus im Norden, der Stadtmauergasse im Westen, sowie dem Pfarrzentrum und der Heumarktstraße im Süden. Das Anwesen besteht aus drei Gebäuden, die um den Innenhof gruppiert sind, sowie einem kleinen Park.
Das ehemalige Gutshaus an der Ketschauerhofstraße ist ein zweigeschossiger Putzbau. In seinem Kern stammt es von einem Bau von 1770–1772 nach Plänen Franz Wilhelm Rabaliattis. 1849 erfolgte ein Umbau nach Plänen von Hermann Nebel, dabei wurden die Stockwerke noch oben verlängert. Das Gebäude trägt ein flaches Walmdach, das auf Konsolengesims ruht. Beim letzten Umbau nach dem Verkauf des Anwesens 2002 wurde es zu einem Boutique-Hotel ausgebaut.
In den Innenhof gelangt man zum einen durch ein rechteckiges Tor nördlich des früheren Gutshauses an der Kreuzung Ketschauerhofstraße, Pfarrgasse und Kirchgasse; zum anderen durch ein zur Heumarktstraße führendes Rundbogentor. Links und rechts neben dem Torbogen ist ein je ein Wappenrelief in die Mauer eingelassen. Das linke, in einer Renaissance-Rahmung gefasst, ist mit der Jahreszahl 1569 bezeichnet und trägt den Schriftzug „WIL(HELM SCH)LIDER VON LACHEN“. Das rechte ist im Laufe der Jahre unkenntlich geworden; es zeigte vermutlich das Wappen von dessen Frau.
Westlich des Rundbogentors steht ein ehemaliges Wirtschaftsgebäude, das aus zwei miteinander verbundenen Gebäudeteilen besteht; sie sind bezeichnet mit den Jahreszahlen 1817 und 1853. In diesem Komplex ist das Restaurant L. A. Jordan untergebracht. Im Norden begrenzt ein weiteres, langgestrecktes früheres Wirtschaftsgebäude den Innenhof. Es ist ein einstöckiges Gebäude mit Satteldach, das früher als Kelterhaus diente. Es ist bezeichnet mit 1822. In seinem westlichen Teil befindet sich das Bistro 1718.
Im Innenhof aufgestellt ist die Grabplatte des Ritters Arnold Schliederer von Lachen († 1430) aus der Klosterkirche Lambrecht stammende, kurpfälzischer Statthalter und Hof-Küchenmeister. Der westlich des Innenhofes liegende Park reicht bis zur Stadtmauergasse, wo er von einer Mauer abgeschlossen wird.